# PostScript Printer Description
PostScript Printer Description (PPD) são criados por fornecedores para descrever todo o conjunto de recursos e capacidades disponíveis para suas impressoras PostScript.
O PPD também contém o código PostScript (comandos) utilizado para invocar recursos para o trabalho de impressão. Desta forma, PPDs funcionam como drivers para todas as impressoras PostScript, fornecendo uma interface unificada para as funcionalidades e características da impressora. Por exemplo, um arquivo PPD genérico para todos os modelos da HP Color LaserJet contém:
```
*%
*% Funcionalidades básicas do dispositivo
*%
*LanguageLevel: "2"
*ColorDevice: True
*DefaultColorSpace: CMYK
*TTRasterizer: Type42
*FileSystem: False
*Throughput: "10"
```

que especifica que a impressora que compreende o PostScript Nível 2, é um dispositivo de cor e assim por diante. O PPD pode descrever tamanhos de papel permitidos, configurações de memória, a fonte mínima definida para a impressora e até mesmo especificar uma interface de usuário baseada em árvore para a configuração de impressora específica.

## CUPS
O CUPS usa drivers PPD para todas as suas impressoras PostScript e até estendeu o conceito para permitir a impressão PostScript para dispositivos de impressão não-PostScript, através do direcionamento da saída através de um filtro CUPS. Esse arquivo não é mais um PPD padrão, mas sim um "CUPS-PPD". Clientes CUPS costumam ler o arquivo PPD atual do servidor cada vez que um novo trabalho de impressão é criado.

## Windows
O Microsoft Windows também usa arquivos PPD mas converte-los em um binário de formato de arquivo .BPD antes de usá-los. Estes são normalmente armazenados em C:\WINDOWS\system32\spool\drivers\w32x86\3 em um sistema x86 ou C:\Windows\system32\spool\drivers\x64\3 em um sistema de 64 bits. Atualizar os arquivos PPD requer a remoção e reinstalação da impressora.

## Tipo MIME
O tipo MIME para a variante CUPS do PPDS é application/vnd.cups.ppd.